# Læsten Sogn
Læsten Sogn er et sogn i Randers Nordre Provsti (Århus Stift).
I 1800-tallet var Sønderbæk Sogn og Læsten Sogn annekser til Nørbæk Sogn. Alle 3 sogne hørte til Sønderlyng Herred i Viborg Amt. Nørbæk-Sønderbæk-Læsten sognekommune blev ved kommunalreformen i 1970 indlemmet i Purhus Kommune, som ved strukturreformen i 2007 indgik i Randers Kommune.
I Læsten Sogn ligger Læsten Kirke.
I sognet findes følgende autoriserede stednavne:
- Læsten (bebyggelse, ejerlav)
- Læsten Bakker (bebyggelse)
- Norge (bebyggelse)
- Tværkær (bebyggelse)
- Vesterhede (bebyggelse)